# Santa Leocádia (Baião)
Santa Leocádia é uma localidade portuguesa do Município de Baião que foi sede da extinta Freguesia de Santa Leocádia ou Freguesia de Baião (Santa Leocádia), freguesia que tinha 4,32 km² de área e 554 habitantes (2011), e, por isso, uma densidade populacional de 128,2 hab/km².
A Freguesia de Santa Leocádia foi extinta em 2013, no âmbito de uma reforma administrativa nacional, tendo sido agregada à Freguesia de Mesquinhata, para formar uma nova freguesia denominada União das Freguesias de Baião (Santa Leocádia) e Mesquinhata da qual é sede.
Santa Leocádia foi sede do senhorio de Baião. Constituiu, até ao início do século XIX, a honra da Lage.

## População
| População da freguesia de Baião (Santa Leocádia) | População da freguesia de Baião (Santa Leocádia) | População da freguesia de Baião (Santa Leocádia) | População da freguesia de Baião (Santa Leocádia) | População da freguesia de Baião (Santa Leocádia) | População da freguesia de Baião (Santa Leocádia) | População da freguesia de Baião (Santa Leocádia) | População da freguesia de Baião (Santa Leocádia) | População da freguesia de Baião (Santa Leocádia) | População da freguesia de Baião (Santa Leocádia) | População da freguesia de Baião (Santa Leocádia) | População da freguesia de Baião (Santa Leocádia) | População da freguesia de Baião (Santa Leocádia) | População da freguesia de Baião (Santa Leocádia) | População da freguesia de Baião (Santa Leocádia) |
| ------------------------------------------------ | ------------------------------------------------ | ------------------------------------------------ | ------------------------------------------------ | ------------------------------------------------ | ------------------------------------------------ | ------------------------------------------------ | ------------------------------------------------ | ------------------------------------------------ | ------------------------------------------------ | ------------------------------------------------ | ------------------------------------------------ | ------------------------------------------------ | ------------------------------------------------ | ------------------------------------------------ |
| 1864                                             | 1878                                             | 1890                                             | 1900                                             | 1911                                             | 1920                                             | 1930                                             | 1940                                             | 1950                                             | 1960                                             | 1970                                             | 1981                                             | 1991                                             | 2001                                             | 2011                                             |
| 843                                              | 920                                              | 841                                              | 852                                              | 998                                              | 1 036                                            | 1 164                                            | 1 056                                            | 1 021                                            | 1 020                                            | 915                                              | 913                                              | 615                                              | 641                                              | 554                                              |

| Distribuição da População por Grupos Etários | Distribuição da População por Grupos Etários | Distribuição da População por Grupos Etários | Distribuição da População por Grupos Etários | Distribuição da População por Grupos Etários | Distribuição da População por Grupos Etários | Distribuição da População por Grupos Etários | Distribuição da População por Grupos Etários | Distribuição da População por Grupos Etários | Distribuição da População por Grupos Etários |
| -------------------------------------------- | -------------------------------------------- | -------------------------------------------- | -------------------------------------------- | -------------------------------------------- | -------------------------------------------- | -------------------------------------------- | -------------------------------------------- | -------------------------------------------- | -------------------------------------------- |
| Ano                                          | 0-14 Anos                                    | 15-24 Anos                                   | 25-64 Anos                                   | > 65 Anos                                    |                                              | 0-14 Anos                                    | 15-24 Anos                                   | 25-64 Anos                                   | > 65 Anos                                    |
| 2001                                         | 125                                          | 102                                          | 306                                          | 108                                          |                                              | 19,5%                                        | 15,9%                                        | 47,7%                                        | 16,8%                                        |
| 2011                                         | 76                                           | 82                                           | 300                                          | 96                                           |                                              | 13,7%                                        | 14,8%                                        | 54,2%                                        | 17,3%                                        |

## Pároco
- Francisco Fernandes Pedrosa

## Património
- Memorial de Lordelo
- Igreja Paroquial
- Casa da Roupeira
- Casa da Honra da Lage
- Casa da Lage
- Casa de Balde
- Casa do Vale

Em Santa Leocádia existem as seguintes capelas: 
- Capela de São Jorge e São Brás, pública, situada a pequena distância da igreja paroquial;
- Capela da Casa de Balde, da invocação de Nossa Senhora das Dores, pequenina e muito antiga (foram os Senhores desta Casa, os fundadores da Confraria de Nossa Senhora do Rosário);
- Capela da Casa da Lage, da invocação da Nossa Senhora da Conceição. A talha destas capelas, assim como a Matriz, deve ser aproximadamente da mesma época – renascença em transição para o barroco.

A Casa do Vale, da família dos acima citados fidalgos, tem uma história envolta em lenda e fama, pois aí viveu um senhor, conhecido pelas muitas curas, com recurso à medicina holística.
- Capela da Casa da Roupeira, ampla, de linhas simples e harmoniosas, mas sem ornatos artísticos. Existe no lugar de Arrabalde, uma capela que não chegou a ter altar e outra em ruínas no lugar dos Valados, cuja tribuna em puro estilo renascença foi mudada pelos proprietários para o oratório da Casa das Quartas, onde uma bula de Sé Apostólica concede que se celebre o Santo Sacrifício.

Na Igreja Matriz, é notável também o túmulo do interior (medieval); a nobreza e a robustez da torre sineira; bem como as siglas célticas da parede norte exterior, mesmo em frente da entrada do cemitério.